# Trough Lake
Trough Lake är en sjö i Antarktis. Den ligger i Östantarktis. Nya Zeeland gör anspråk på området. Trough Lake ligger 959 meter över havet.